# Теодорос Загоракис
Теодорос Загоракис (грч. Θεόδωρος Ζαγοράκης; Кавала, 27. октобар 1971) бивши је грчки фудбалер. Играо је на позицији везног. Загоракис је проглашен најбољим играчем Европског првенства 2004. у Португалу.

## Клупска каријера
Загоракис је почео своју каријеру у локалном клубу Кавала. Играо је на позицији дефанзивног везног, постао је добар пријатељ у клубу са будућим репрезентативним саиграчем Зисисом Вризасом. Био је важан играч у Кавали и помогао је клубу да се пласира у Другу грчку лигу.
У зимском прелазном року 1992/93. прешао је из Кавале у ПАОК из Солуна. Играо је у клубу до децембра 1997. године и био је капитен тима у последње две сезоне. За навијаче ПАОК-а постао је култни играч.
Напустио је клуб у зимском прелазном року и прелази у премијерлигаша Лестер Сити. У Енглеској је на Вемблију играо у два финала Лига купа (пораз против Тотенхема и победа против Транмер Роверса). Међутим, због неслагања са тренером Мартином О'Нилом који га је ретко стављао у тим и због тога је одлучио да се врати у Грчку.
Потписује уговор за атински АЕК, тамо је играо уз сународнике као што су Михалис Капсис, Василис Лакис, Демис Николаидис и Василиос Цартас с којима ће 2004. године постати европски првак. Са АЕК-ом је освојио грчки куп 2002. године победом у финалу против Олимпијакоса.
Загоракис је 14. јула 2004. године напустио АЕК и потписао двогодишњи уговор вредан 1,5 милиона евра по сезони са италијанском Болоњом. Током играња у Серији А, Загоракис је био стандардни члан првог тима, али су испали из лиге након поразаа у плеј-ауту од Парме. Следећег лета играч је пуштен из клуба јер Болоња није могла да приушти финансијске услове које је поставио играч.
Загоракис се враћа у ПАОК са двогодишњим уговором вредним 700.000 евра годишње и ту је завршио фудбалску каријеру.

## Репрезентација
Дебитовао је за грчку репрезентацију 7. септембра 1994. године против Фарских Острва док је први репрезентативни погодак постигао против Данске у Атини у утакмици квалификација за СП у Немачкој 2006. Врхунац његове репрезентативне каријере је освајање Европског првенства 2004. Био је један од кључних играча и капитен. Јубиларну стоту утакмицу одиграо је 17. новембра 2004. године против Казахстана.
Последњу утакмицу одиграо је 22. августа 2007. године у пријатељском сусрету против Шпаније у Солуну.